# Johan Lothsson
Johan Lars Lothsson, född 27 oktober 1982, är en svensk musikjournalist. Han inledde sin karriär som musikjournalist på musiktidningen Groove 2007, där han också var redaktör efter utbildning i Göteborg. Lothsson gick vidare till att bli chefredaktör för Gaffa när den lanserades i Sverige 2010 och var aktiv som skribent vid sidan om sin roll som chefredaktör. År 2017 började Lothsson att arbeta för Lateral Management i Stockholm.